# Radostowice (przystanek kolejowy)
Radostowice – przystanek kolejowy w Radostowicach, w powiecie pszczyńskim, w województwie śląskim. Znajduje się na wysokości 254 m n.p.m.

## Ruch pasażerski
| Rok  | Wymiana pasażerska na dobę |
| ---- | -------------------------- |
| 2017 | 0-9                        |
| 2022 | 0-9                        |

Przystanek powstał 21 listopada 1938 na linii kolejowej z Rybnika do Pszczyny.
Na stacji mieści się mijanka, posiadająca tor główny zasadniczy oraz dodatkowy. Obsługa podróżnych odbywa się z dwóch peronów jednokrawędziowych, połączonych z dworcem przez przejście w poziomie szyn. Ruch pociągów prowadzony jest z nastawni "Rde", która posiada urządzenia przekaźnikowe z sygnalizacją świetlną. Z nastawni obsługuje się także rogatki na przejeździe.
Przystanek jest wykorzystywany na linii S72 (Rybnik - Bielsko-Biała) spółki Koleje Śląskie od 9 grudnia 2012, kiedy spółka ta przejęła obsługę kierunku od Przewozów Regionalnych. Bez zatrzymania przejeżdża również tędy pociąg TLK "Szyndzielnia" (Bielsko-Biała Główna - Wrocław Główny).